# Cuthona lizae
Cuthona lizae is een slakkensoort uit de familie van de Cuthonidae. De wetenschappelijke naam van de soort is voor het eerst geldig gepubliceerd in 2003 door Angulo-Campillo & Valdés.